# 丽江鳔冠花
丽江鳔冠花（学名：Cystacanthus affinis）是爵床科鳔冠花属的植物，为中国的特有植物。分布于中国大陆的西藏、云南、四川等地，生长于海拔1,700米至2,200米的地区，目前尚未由人工引种栽培。